# Atjmardapasset
Atjmardapasset (georgiska: აჩმარდის უღელტეხილი, Atjmardis ugheltechili) är ett bergspass i Georgien. Det ligger i regionen Abchazien, i den nordvästra delen av landet, 400 km nordväst om huvudstaden Tbilisi. Atjmardapasset ligger 2 177 meter över havet.